# Gänsebrunnen (Düsseldorf)

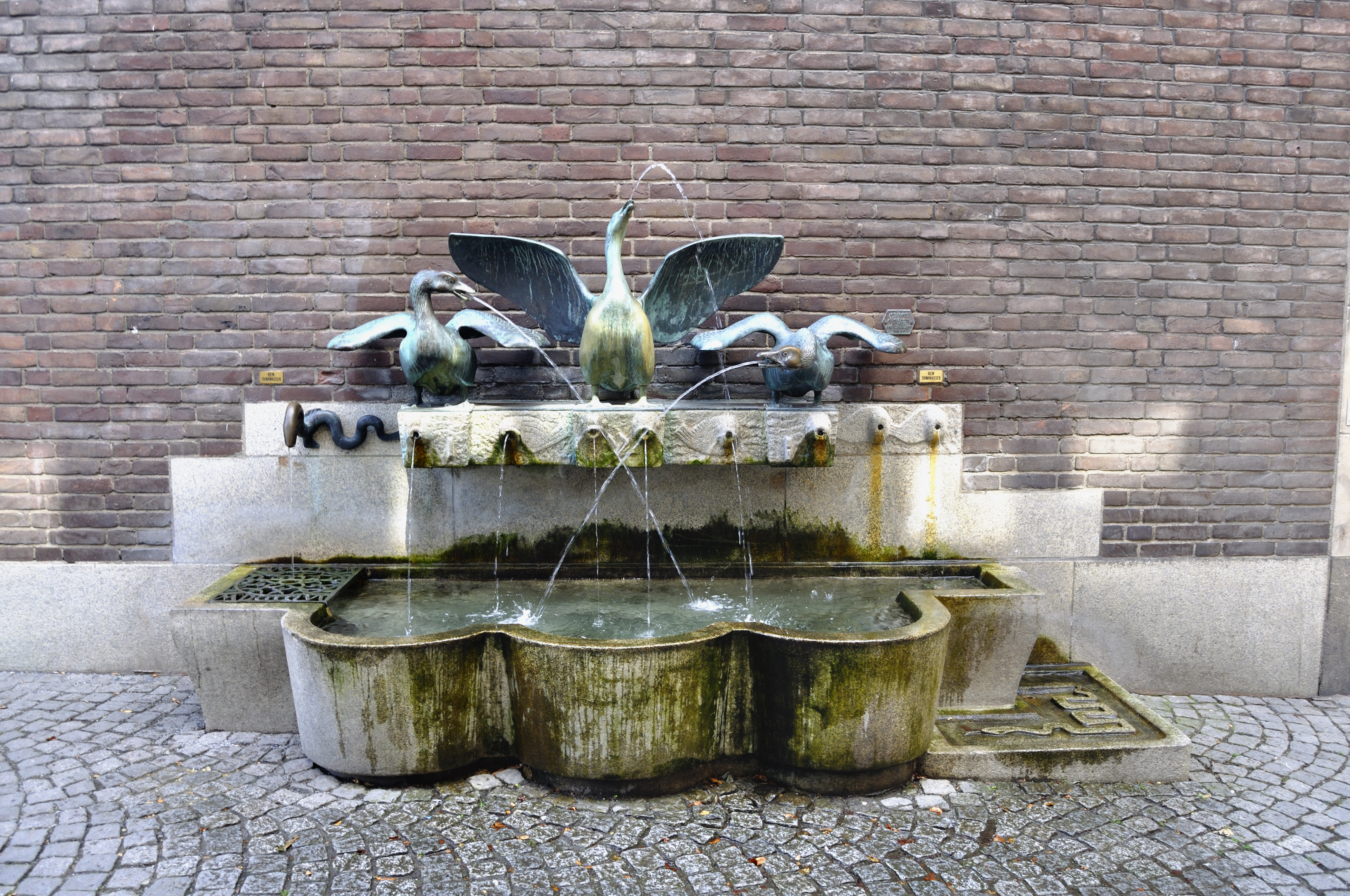
Gänsebrunnen

Der Gänsebrunnen befindet sich auf dem Marktplatz in der Düsseldorfer Altstadt an der Einmündung zur Zollstraße. Dort ist er in die Außenwand der ehemaligen Kämmerei, Marktplatz 6 eingebaut.

## Beschreibung
Der Brunnen wurde von Willy Meller im Jahre 1956 erschaffen. Die grün patinierte Figurengruppe zeigt drei Gänse, die Wasser speien. Auf der linken Seite speit zudem eine Wasserschlange auf einen Rost, der neben der Jahreszahl 1956 in lateinischen Zahlen den Düsseldorfer Radschläger zeigt. Auf der Bodenplatte, wo sich der auf der rechten Seite der Abfluss befindet, wiederholt sich das Schlangenmotiv. Zuletzt wurde der Gänsebrunnen für die Sanierung der Kämmerei zusammen mit dem Bergischen Löwen (auf Säule, westlich der Kämmerei) abgebaut.